# 瓦利森特 (堪薩斯州)
瓦利森特（英語：Valley Center）是一個位於美國堪薩斯州塞奇威克縣的城市。

## 地方資料
根據2020年美國人口普查的數據，瓦利森特的面積為18.41平方千米，當中陸地面積為18.40平方千米，而水域面積為0.01平方千米。當地共有人口7340人，而人口密度為每平方千米398.7人。